# Daryl K. (Doc) Seaman Trophy
Die Daryl K. (Doc) Seaman Trophy ist eine Eishockeytrophäe der Western Hockey League. Die Trophäe wird seit der Saison 1983/84 jährlich an denjenigen WHL-Spieler vergeben, der am besten gute spielerische Leistungen mit schulischem oder akademischem Erfolg vereint. Der Sieger nimmt seit 1988 auch an der Wahl zum CHL Scholastic Player of the Year teil.
Die Trophäe ist nach Daryl Seaman, einem 2009 verstorbenen kanadischen Geschäftsmann benannt, der ein Pionier und Förderer auf dem Gebiet der höheren Bildung und des Junioreneishockeys war und maßgeblich dazu beitrug, dass sich schulische Bildung und professionelles Junioreneishockey in Kanada gemeinsam kombinierten. Die ursprünglich als Scholastic Player of the Year vergebene Auszeichnung wurde ihm zu Ehren 1996 auf die heutige Bezeichnung umbenannt.

## Gewinner der Auszeichnung
Erläuterungen: Farblich unterlegte Spieler haben im selben Jahr den CHL Scholastic Player of the Year gewonnen.
| Jahr    | Gewinner           | Team                  |
| ------- | ------------------ | --------------------- |
| 2024/25 | Max Curran         | Tri-City Americans    |
| 2023/24 | Noah Chadwick      | Lethbridge Hurricanes |
| 2022/23 | Quinn Mantei       | Brandon Wheat Kings   |
| 2021/22 | Connor Levis       | Kamloops Blazers      |
| 2020/21 | Ethan Peters       | Edmonton Oil Kings    |
| 2019/20 | Dylan Garand       | Kamloops Blazers      |
| 2018/19 | Dustin Wolf        | Everett Silvertips    |
| 2017/18 | Ty Smith           | Spokane Chiefs        |
| 2016/17 | Brian King         | Everett Silvertips    |
| 2015/16 | Tanner Kaspick     | Brandon Wheat Kings   |
| 2014/15 | Nick McBride       | Prince Albert Raiders |
| 2013/14 | Nelson Nogier      | Saskatoon Blades      |
| 2012/13 | Josh Morrissey     | Prince Albert Raiders |
| 2011/12 | Reid Gow           | Spokane Chiefs        |
| 2010/11 | Colin Smith        | Kamloops Blazers      |
| 2009/10 | Adam Lowry         | Swift Current Broncos |
| 2008/09 | Stefan Elliott     | Saskatoon Blades      |
| 2007/08 | Jordan Eberle      | Regina Pats           |
| 2006/07 | Keith Aulie        | Brandon Wheat Kings   |
| 2005/06 | Brennen Wray       | Moose Jaw Warriors    |
| 2004/05 | Gilbert Brulé      | Vancouver Giants      |
| 2003/04 | Devan Dubnyk       | Kamloops Blazers      |
| 2002/03 | Brett Dickie       | Brandon Wheat Kings   |
| 2001/02 | Tyler Metcalfe     | Seattle Thunderbirds  |
| 2000/01 | Dan Hulak          | Portland Winter Hawks |
| 1999/00 | Chris Nielsen      | Calgary Hitmen        |
| 1998/99 | Chris Nielsen      | Calgary Hitmen        |
| 1997/98 | Kyle Rossiter      | Spokane Chiefs        |
| 1996/97 | Stefan Cherneski   | Brandon Wheat Kings   |
| 1995/96 | Bryce Salvador     | Lethbridge Hurricanes |
| 1994/95 | Perry Johnson      | Regina Pats           |
| 1993/94 | Byron Penstock     | Brandon Wheat Kings   |
| 1992/93 | David Trofimenkoff | Lethbridge Hurricanes |
| 1991/92 | Ashley Buckberger  | Swift Current Broncos |
| 1990/91 | Scott Niedermayer  | Kamloops Blazers      |
| 1989/90 | Jeff Nelson        | Prince Albert Raiders |
| 1988/89 | Jeff Nelson        | Prince Albert Raiders |
| 1987/88 | Kevin Cheveldayoff | Brandon Wheat Kings   |
| 1986/87 | Casey McMillan     | Lethbridge Hurricanes |
| 1985/86 | Mark Janssens      | Regina Pats           |
| 1984/85 | Mark Janssens      | Regina Pats           |
| 1983/84 | Ken Baumgartner    | Prince Albert Raiders |